# Stepan Romanowitsch Sannikow
Stepan Romanowitsch Sannikow (russisch Степан Романович Санников; englische Transkription: Stepan Romanovich Sannikov; * 25. September 1990 in Solikamsk, Russische SFSR) ist ein russischer Eishockeyspieler, der seit Mai 2021 bei Salawat Julajew Ufa aus der Kontinentalen Hockey-Liga (KHL) unter Vertrag steht und dort auf der Position des linken Flügelstürmers spielt.

## Karriere
Stepan Sannikow begann seine Karriere als Eishockeyspieler in der Nachwuchsabteilung des HK Sibir Nowosibirsk, für dessen Profimannschaft er in der Saison 2008/09 sein Debüt in der Kontinentalen Hockey-Liga gab. Bei seinem einzigen Saisoneinsatz blieb er punkt- und straflos. Nachdem er bereits in der folgenden Spielzeit häufiger im KHL-Team des HK Sibir eingesetzt wurde, ist er seit der Saison 2010/11 Stammspieler. Parallel zum Spielbetrieb mit dem KHL-Team des HK Sibir Nowosibirsk lief der Angreifer von 2009 bis 2011 für die Juniorenmannschaft des Vereins in der multinationalen Nachwuchsliga Molodjoschnaja Chokkeinaja Liga sowie in den Playoffs der Saison 2010/11 für Sibirs Farmteam Sauralje Kurgan in der Wysschaja Hockey-Liga, der zweiten russischen Spielklasse, auf. 
In den folgenden Jahren entwickelte sich Sannikow zu einem Leistungsträger bei Sibir und bekleidete in der Saison 2016/17, dass Assistenzkapitänsamt, in der Saison 2017/18 war er sogar Mannschaftskapitän des Teams aus Nowosibirsk. Im Mai 2018 entschied er sich zu einem Vereinswechsel und unterschrieb einen Vertrag bei Lokomotive Jaroslawl. Dort spielte der Flügelstürmer bis zum Dezember 2019, ehe er zu Ak Bars Kasan transferiert wurde, wo er die Spielzeit 2019/20 beendete. Im Juli 2020 kehrte er zu Sibir Nowosibirsk zurück.

## Erfolge und Auszeichnungen
- 2016 Bronzemedaille bei der Weltmeisterschaft

## KHL-Statistik
(Stand: Ende der Saison 2019/20)